# Тополивница у Крагујевцу
Тополивница у Крагујевцу основана је 1853. године. Званично је почела са радом 15. октобра 1853, када су изливене су цеви за четири „шестофунташа” и две кратке хаубице. Тополивница представља зачетак Војно-техничког завода и војне индустрије у Крагујевцу. 
Основана је када је одлучено да се у Крагујевац премести београдска тополивница. Прва зграда подигнута је на десној обали Лепенице, између Господаревог и Метиног брда, на месту где се некада простирао Арсенал кнеза Милоша. Аутентична зграда Тополивнице није сачувана, али многи елементи уграђени су у нову зграду, у којој се данас налази Музеј Стара ливница.

## Историја

### Тополивница на Калемегдану
Када је 1807. године београдски везир Сулејман-паша предао Доњи град и Карађорђева војска ушла у Београдску тврђаву, створила се потреба за оснивањем радионице у којој ће бити вршена поправка и израда различитог оружја и муниције. За ту сврху изабран је постојећи аустријски арсенал у Доњем граду. Три године касније одлучено је да се овој радионици придода и тополивница. У њој су се преправљали оштећени и заплењени турски топови, али и изливани први српски топови за потребе устаника. Осим поправке и израде оружја, зграда је имала алатницу и ковачницу за израду точкова. Тада је зачета српска војна индустрија, а тополивница се сматра првом фабриком у Београду. До данас су сачувана три топа изливена у овој фабрици. Сва три се налазе у Србији, а један се може видети у Војном музеју у Београду. До слома Првог српског устанка 1813. године Српска војска је располагала са 378 тешких и лаких топова који су сви пали у руке Турака. Кнез Милош је 1815. године имао само 4 топа, којима се Танаско Рајић борио против Турака на Љубићу.

### Тополивница на Врачару
Кнез Милош је настојао да упоредо са стварањем модерне државе ствара и њену оружану силу. До топова је долазио запленом, а неке је тајно куповао од Турака. На крају своје прве владавине, када га је наследио син Михаило, оставио око 40 употребљивих топова. Војно јачање Србије је наставио и кнез Александар Карађорђевић, који је на чело Србије дошао после убиства кнеза Михаила. Он није војну стратегију заснивао на куповини, већ на сопственој производњи оружја. Бојећи се притиска Турске с једне и Аустрије с друге стране српска влада је одлучила да се у Београду подигне мала тополивница. Тополивница је на Врачару почела са радом октобра 1848. године, са првом парном машином у Србији снаге 3,5 КС. Управитељ тополивнице је био Максимилијан Нијепрек, пољски емигрант, бивши стручњак за војну производњу у белгији. Међутим, Нијепрек није могао да реши ливачку технологију са односом бакра и цинка, па су топовске цеви биле порозне. Како је граница Аустрије досезала до самог Београда, одлучено је да се нова, велика тополивница, која ће бити центар војне производње у Србији, изгради у Крагујевцу.

### Измештање тополивнице
Смештање војне индустрије планирано је на основу стратешких интереса државе, па су војна индустријска предузећа смештена у централни део државе – у Крагујевац и његову околину, а не у Београду, иако је имао бољу инфраструктуру, комуникацију и више радне снаге. На то да се државна управа руководила стратешким, а не привредним мотивима приликом подизања фабрике оружја, која је касније настала прерастањем тополивнице у арсенал, указује чињеница да су машине постојеће тополивнице са Врачара пресељене у Крагујевац.

## Крагујевачка тополивница
Кнез Милош је још 1836. године основао Арсенал за оправку ручног оружја, са 20 запослених радника. У ливници су на јако примитиван начин, помоћу једе фуруне, неколико калупа и справа ливени топови. Топљење гвожђа је трајало дуго, што је прилично успоравало процес производње. Према неким проценама до абдикације кнеза Милоша 1839. године у овој тополивници изливено је 18 топова. Арсенал је проширен 1841. са две радионице – браварском и ковачком. Године 1842. на власт долази кнез Александар Карађорђевић који наставља да јача српску војну индустрију, па Кнежев арсенал 1847. године израста у Арсенал за војну опрему.

### Оснивање и прве године рада
На Илиндан 1850. године освештан је темељ нових зграда будуће Тополивнице и тај дан је узет за славу фабрике. Кнез Александар Карађорђевић је одлучио 1851. године, да се тополивница гради на десној обали Лепенице, између Господаревог и Метиног брда, у крају где се налазила стара црква кнеза Милоша подигнута 1818. године, зграда Крагујевачке гимназије и зграда Лицеума. Те исте године је врачарска Тополивница пресељена у Крагујевац. Велике силе, Аустрија, Русија и Турска, биле су против војног јачања Србије, па су у Крагујевац слали своје изасланике којима су Срби настојали да прикажу да граде мали и безначајан објекат, а не велику тополивницу. Грађевински радови си почели 1851. и трајали наредне две године. Градили су је искусни немачки зидари. Аутентична зграда Тополивнице није сачувана, али многи елементи уграђени су у нову зграду, чији је пројектант био Тодор Селесковић. Та зграда и данас постоји и у њој се налази Музеј Стара ливница.
Крагујевачка оружарница, како се по историјским изворима првобитно називала Тополивница, није могла почети с редовном производњом због недостатка квалификоване радне снаге. Оружарницом је прво управљао белгијски фабрикант Лишос, али само шест недеља, јер је изненада умро. После њега Константин Магазиновић, кога је српска влада била овластила да у европским индустријским центрима покуша да пронађе кадрове који би се прихватили руковођења Тополивницом, успева да доведе Шарла Лубрија, надзорником тополивнице у вароши Дуе. Његов помоћник је био наш школовани артиљерац Петар Протић Драгачевац који је преузео Лубријево место након његовог повратка у Француску. Протић је заслужан за то што је у подножју Господаревог брда изграђено артиљеријско стрелиште.
Да би процес ливења био заокружен, поред Тополивнице је подигнута радионица за производњу лафета – војних кола. Почела је с  радом 1854, када и Пиротехника – лабораторија за производњу топовске и пушчане муниције. До краја те године изливено је укупно 46 комада војног оруђа, али су и даље недостајали квалификовани радници. На предлог Шарла Лубрија отворена је се занатлијска школа, прва стручна школа у Србији, која и данас постоји. Истовремено је Протић иницирао оснивање „Болесничке касе“ која је требало да реши питања здравственог осигурања радника Тополивнице. Формирана је болесничка каса и раднички фонд, због чега се овај чин може сматрати клицом пензионог осигурања радника и неком врстом зачетка синдикализма код Срба. У Тополивници је за време Протићеве управе избила и радничка побуна, што се такође може сматрати првим штрајком у Србији.

### Прва српска фабрика оружја
Временом капацитети фабрике су се ширили и 1853. Тополивница је прерасла у прву српску фабрику оружја. Међутим, није увек постојао континуитет у раду због недостатка сировина, спољних утицаја, персоналних промена као и опречног мишљења врха по питању даљег развоја овог индустријског предузећа. Од 1855. до 1860. наступила је криза у развоју Војне фабрике. За првог фабричког инжењера 1855. постављен је Антоније Петровић који је био задужен да прави предрачуне за све металне производе израђене у фабрици, а механичар Делурс конструисао је нову парну машину од шест коњских снага. Године 1860. донете су две значајне уредбе којима је регулисан правни положај војне индустрије у Крагујевцу: 
- Уредба о државној оружарници и
- Уредба о државном главном Арсеналу

Овим уредбама су војни објекти везани за Тополивницу стављени у ранг окружних начелстава и непосредно под Главну војну управу. Овим правним актом крагујевачка војна фабрика добила је назив Оружарница.
Војна фабрика је 1863. запошљавала 620 радника. Прерађивали су 1.000 страних пушака и производили 50 топова са целокупним прибором. Одељење Артиљеријске управе у Крагујевцу 1871. чинило је седам целина са детаљном поделом рада: 
- Тополивница,
- Лафетница,
- Пушкарница,
- Чаурница,
- Лабораторија (фишегџиница за прављење фишека за пушке),
- Арсенал и
- Страгаритска барутана.

У међувремену су додати и погони за израду муниције, производњу алатки за обраду дрвета и коже, разних војних возила, затим амова за запреге, официрских, коњичких и тобџијских седала, самара за брдску артиљерију. Оформљене су и четкарске радионице, које су годишње испоручивале 25.000 различитих врста четака, као и ужарска радионица за фину ужад и бродске конопце.

### 20. век
Од 1925. до 1928. године зида се код старе Милошеве цркве управна зграда Војнотехничког завода, која се и данас ту налази. Ова зграда је Крагујевцу печат индустријског града. Изграђена је  као класицистичка палата, која испод централног кубета има сат украшен људским фигурама. Захваљујући модернизацији производње капацитет и асортиман фабрике се повећава. 
За време Другог светског рата производња је, због окупације, добрим делом исељена из Завода. Само је радионица за поправку војних возила радила без прекида све до ослобођења Крагујевца 1944. године. Њом је руководио капетан др Кап. Према непотпуним подацима из 1942. из Завода је отпремљено 568 вагона машина и другог материјала. Немачки окупатори су порушили хале, демонтирали електричну централу и срушили два фабричка димњака.
После Другог светског рата дошло је до обнове индустријских и привредних предузећа и друштава, међу којима је био и Војнотехнички завод у Крагујевцу.